# محمد عبد القيوم در
محمد عبد القيوم در أبو بكر (مواليد 4 يونيو 2001 في البحرين) هو لاعب كرة قدم بحريني يجيد اللعب في خط الدفاع. يلعب حاليا لصالح الرفاع الذي ينافس في الدوري البحريني الممتاز منذ 2019.